# Bari (grupa etniczna)
Bari – afrykańska grupa etniczna, mieszkająca w Sudanie Południowym, a także w Ugandzie i w Demokratycznej Republice Konga. Mówią językiem bari, z podgrupy języków nilockich. Populacja wynosi 587 tysięcy osób, w tym 503 tysiące w Sudanie Południowym.